# Paradasyhelea minuta
Paradasyhelea minuta är en tvåvingeart som beskrevs av Wirth och Lee 1959. Paradasyhelea minuta ingår i släktet Paradasyhelea och familjen svidknott. Inga underarter finns listade i Catalogue of Life.